# Extreme E-Saison 2024
Die Extreme E-Saison 2024 ist die vierte Saison der Rennserie Extreme E, in der elektrisch angetriebene SUVs im Turniermodus gegeneinander antreten. Sie begann am 17. Februar in Dschidda (Saudi-Arabien) und sollte ursprünglich am 24. November in Phoenix (USA) enden. Von den fünf angesetzten Rennwochenenden mit je zwei Läufen, die im Nahen Osten, in Europa sowie in den USA ausgetragen werden sollten, fanden nur zwei statt. Danach wurde die Saison abrupt beendet. Wie sie letztlich bewertet wird, steht derzeit zur Diskussion. Zugunsten der neuen Rennserie Extreme H, die wasserstoffbetriebene Fahrzeuge verwendet, wird die Extreme E nicht fortgeführt.

## Teams und Fahrer
Jedes Team besteht aus einem weiblichen und einem männlichen Fahrer, die ihren Rennwagen abwechselnd steuern müssen.
| Team                            | Nr.                 | Fahrer                    | Rennen |
| ------------------------------- | ------------------- | ------------------------- | ------ |
| acciona \| Sainz Extreme E Team | 0                   | Fraser McConell           | 1–2    |
| acciona \| Sainz Extreme E Team | 0                   | Laia Sanz                 | 1–2    |
| Andretti Altawkilat Extreme E   | 0                   | Timmy Hansen              | 1–2    |
| Andretti Altawkilat Extreme E   | 0                   | Catie Munnings            | 1–2    |
| Legacy Motor Club               | 0                   | Gray Leadbetter           | 1–2    |
| Legacy Motor Club               | 0                   | Travis Pastrana           | 1–2    |
| NEOM McLaren XE                 | 0                   | Mattias Ekström           | 1–2    |
| NEOM McLaren XE                 | 0                   | Cristina Gutiérrez        | 1–2    |
| JBXE                            | 0                   | Dania Akeel               | 1–2    |
| JBXE                            | 0                   | Andreas Bakkerud          | 1–2    |
| Rosberg X Racing                | 0                   | Mikaela Åhlin-Kottulinsky | 1–2    |
| Rosberg X Racing                | 0                   | Johan Kristoffersson      | 1–2    |
| SUN Minimeal XE                 |                     | Klara Andersson           | 1–2    |
| SUN Minimeal XE                 | Timo Scheider       | 1–2                       |        |
| Veloce Racing                   | 0                   | Kevin Hansen              | 1–2    |
| Veloce Racing                   | 0                   | Molly Taylor              | 1–2    |
| Championship Driver             | Championship Driver | Christine Giampaoli Zonca |        |
| Championship Driver             | Championship Driver | Patrick O’Donovan         |        |

## Rennkalender
Die Veranstaltungen wurden in Anlehnung an Grands Prix X Prix genannt. Alle Rennen finden in unterschiedlichen Regionen statt, um auf die dortigen Auswirkungen des Klimawandels aufmerksam zu machen.
| Nr. | Datum         | Veranstaltung (Austragungsort) | Sieger                                         | Zweiter                            | Dritter                   | Continental Traction Challenge | Gesamtführung    | Gesamtführung                                  |
| Nr. | Datum         | Veranstaltung (Austragungsort) | Sieger                                         | Zweiter                            | Dritter                   | Continental Traction Challenge | Team             | Fahrer                                         |
| --- | ------------- | ------------------------------ | ---------------------------------------------- | ---------------------------------- | ------------------------- | ------------------------------ | ---------------- | ---------------------------------------------- |
| 1   | 17. Februar   | Desert X Prix ( Dschidda)      | Rosberg X Racing                               | NEOM McLaren XE                    | Veloce Racing             | Veloce Racing                  | Rosberg X Racing | Mikaela Åhlin-Kottulinsky Johan Kristoffersson |
| 1   | 17. Februar   | Desert X Prix ( Dschidda)      | Mikaela Åhlin-Kottulinsky Johan Kristoffersson | Mattias Ekström Cristina Gutiérrez | Kevin Hansen Molly Taylor | Veloce Racing                  | Rosberg X Racing | Mikaela Åhlin-Kottulinsky Johan Kristoffersson |
| 2   | 18. Februar   | Desert X Prix ( Dschidda)      | acciona \| Sainz Extreme E Team                | Andretti Altawkilat Extreme E      | Veloce Racing             | Legacy Motor Club              | Rosberg X Racing | Mikaela Åhlin-Kottulinsky Johan Kristoffersson |
| 2   | 18. Februar   | Desert X Prix ( Dschidda)      | Fraser McConell Laia Sanz                      | Timmy Hansen Catie Munnings        | Kevin Hansen Molly Taylor | Legacy Motor Club              | Rosberg X Racing | Mikaela Åhlin-Kottulinsky Johan Kristoffersson |
| 3   | 13. Juli      | TBA ( Europa)                  |                                                |                                    |                           |                                |                  |                                                |
| 3   | 13. Juli      | TBA ( Europa)                  |                                                |                                    |                           |                                |                  |                                                |
| 4   | 14. Juli      | TBA ( Europa)                  |                                                |                                    |                           |                                |                  |                                                |
| 4   | 14. Juli      | TBA ( Europa)                  |                                                |                                    |                           |                                |                  |                                                |
| 5   | 14. September | Island X Prix ( Sardinien)     |                                                |                                    |                           |                                |                  |                                                |
| 5   | 14. September | Island X Prix ( Sardinien)     |                                                |                                    |                           |                                |                  |                                                |
| 6   | 15. September | Island X Prix ( Sardinien)     |                                                |                                    |                           |                                |                  |                                                |
| 6   | 15. September | Island X Prix ( Sardinien)     |                                                |                                    |                           |                                |                  |                                                |
| 7   | 21. September | Island X Prix II ( Sardinien)  |                                                |                                    |                           |                                |                  |                                                |
| 7   | 21. September | Island X Prix II ( Sardinien)  |                                                |                                    |                           |                                |                  |                                                |
| 8   | 22. September | Island X Prix II ( Sardinien)  |                                                |                                    |                           |                                |                  |                                                |
| 8   | 22. September | Island X Prix II ( Sardinien)  |                                                |                                    |                           |                                |                  |                                                |
| 9   | 23. November  | Valley X Prix ( USA)           |                                                |                                    |                           |                                |                  |                                                |
| 9   | 23. November  | Valley X Prix ( USA)           |                                                |                                    |                           |                                |                  |                                                |
| 10  | 24. November  | Valley X Prix ( USA)           |                                                |                                    |                           |                                |                  |                                                |
| 10  | 24. November  | Valley X Prix ( USA)           |                                                |                                    |                           |                                |                  |                                                |